# Tunnel du Cadi
Pour les articles homonymes, voir Cadi (homonymie).
Le tunnel du Cadi est un ouvrage routier souterrain espagnol à péage exploité par la société du Túnel del Cadí S.A.C. inauguré en 1984.
Il est situé en Catalogne sous la Serra de Moixeró près du parc naturel de Cadi-Moixero, situé sur l'axe de la C-16 qui est aussi l'axe européen E9 (Orléans-Toulouse-Barcelone) doublant la N-152.

## Projet
Il est prévu de construire un deuxième tube parallèle à l'actuel, permettant ainsi de classer la voirie de son emprise en voie rapide (autovía).

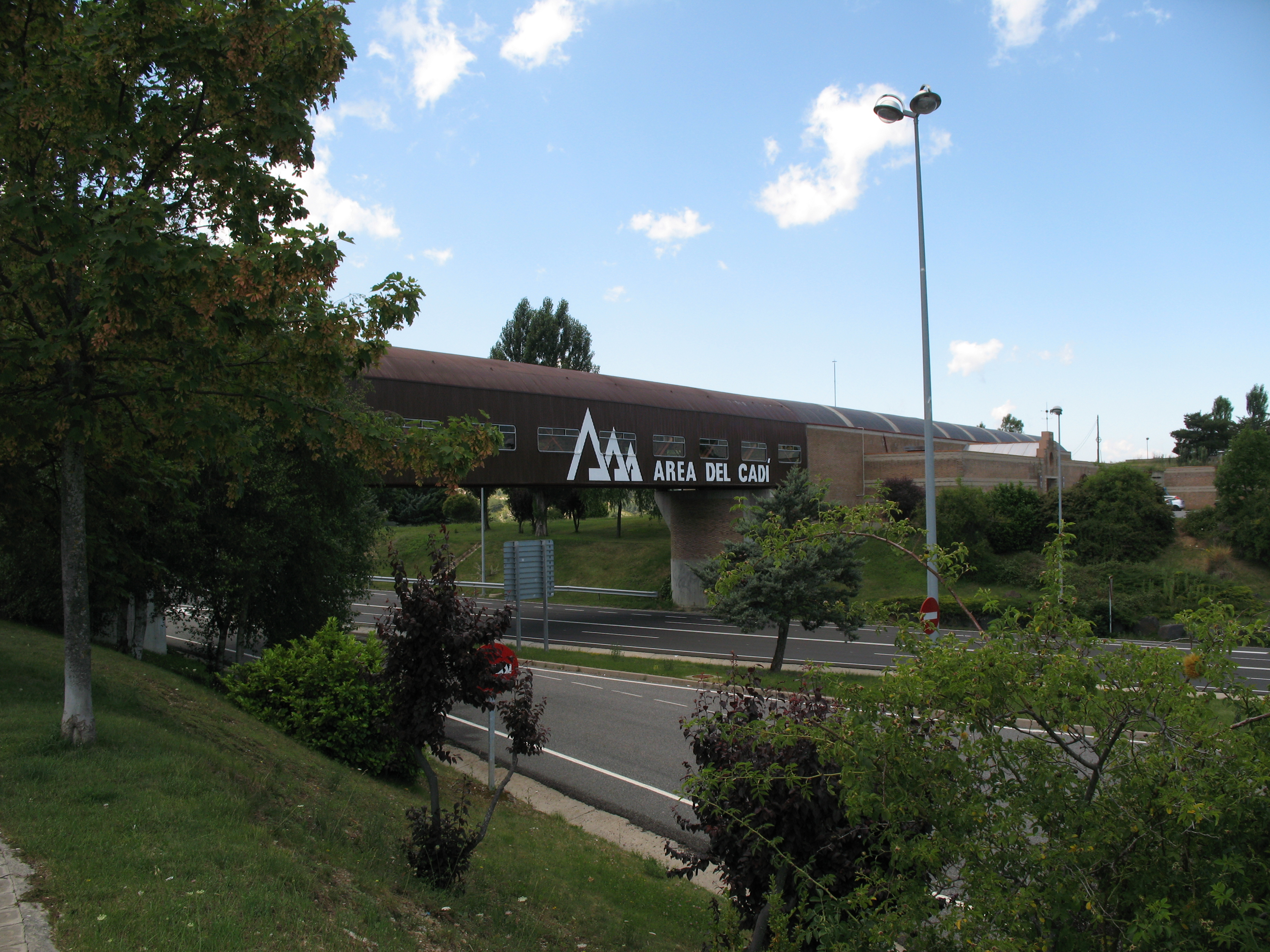
Aire de service du Cadi proposant de nombreuses commodités à l'intention des usagers.

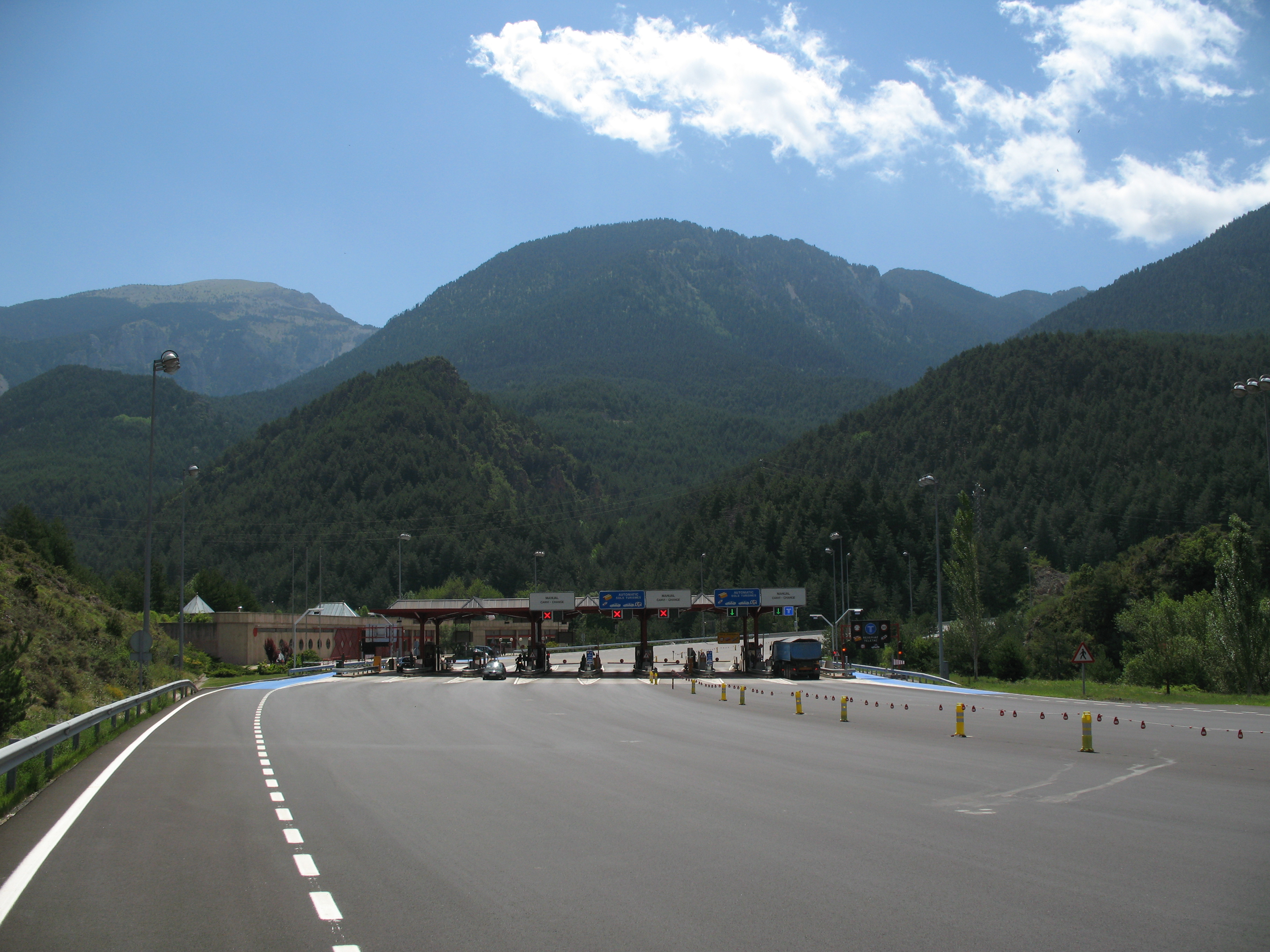
Péage en système ouvert à l'entrée du tunnel du Cadi sur l'axe C-16 menant vers Barcelone.